# GH Андромеды
GH Андромеды (лат. GH Andromedae) — двойная затменная переменная звезда типа Алголя (EA) в созвездии Андромеды на расстоянии приблизительно 10460 световых лет (около 3207 парсеков) от Солнца. Видимая звёздная величина звезды — от +14,5m до +13,5m. Орбитальный период — около 1,1038 суток.

## Характеристики
Первый компонент — жёлто-белая звезда спектрального класса F. Радиус — около 3,29 солнечных, светимость — около 21,998 солнечных. Эффективная температура — около 6890 K.